# Macroclinium bicolor
Macroclinium bicolor är en orkidéart som först beskrevs av John Lindley, och fick sitt nu gällande namn av Dodson. Macroclinium bicolor ingår i släktet Macroclinium och familjen orkidéer. Inga underarter finns listade i Catalogue of Life.